# Щитинська Воля
Щитинська Во́ля — село в Україні, у Ковельському районі Волинської області. Населення становить 367 осіб. Входить до складу Самарівської сільської громади.

## Географія
Біля села озеро Волянське.

## Історія
До утворення князівств землі розташування села були межею племен дулібів (волинян, бужан), деревлян та дреговичів.
У V столітті до н. е. тут була поширена тщинецька культура, у V—IV століттях до н. е. — лужицька культура, в III—II століттях до н. е. — балто-слов'янська зарубинецька культура. Час та обставини появи на терені волинян у різних дослідників різняться. За одними, волиняни з'являються в регіоні в IV—VI століттях й входили до дулібсько-волинянського племінного об'єднання. За Ярославом Ісаєвичем у VII—IX століттях тут мешкало плем'я дулібів. За Володимиром Сергійчуком з VIII століття на заході Берестейщини проживали племена волинян, а на сході — деревляни. За іншими дослідниками, на Берестейщині до IX століття мешкало племінне об'єднання ятвягів, проте пізніше тут почали освоюватися спочатку дреговичі, потім, в IX—XII століттях і значно інтенсивніше, волиняни, північна межа колонізації яких обмежувалася Пінськими болотами, Біловезькою Пущею та річкою Ясельдою.

### ПеріодКиївської Русі(кінецьIX ст.-ХІІІ ст.)
Територія розташування села входила до Берестейської землі і знаходилась на межі Волинського князівства (з центром у місті Володимир) та Турівсько-Пінського князівства (з центром в Турові, а потім в Пінську). Імовірно кордон між князівствами проходив по річці Прип'ять.

### ПеріодГалицько-Волинського князівства(1199-1316)
У 1199 році князь волинський Роман Мстиславич утворює Галицько-Волинське князівство, до якого крім Волині та Галичини входить Берестейська та Дорогичиська землі, а Турово-Пинське князівство потрапляє під його протекторат. Таким чином територія села ввійшла складу до Галицько-Волинського князівства.
У Галицько-Волинському літописі щодо Берестейської землі в 1213 році вжита паралельна назва Україна: «Даниїлу же возвратившуся к домови і єха з братом, і прия Берестій, і Угровеськ, в Верещин, і Комов, і всю Україну». У цей час на Полісся та Підляшшя стали активно здійснювати напади лицарі-хрестоносці, які припинилися після розгрому їхнього війська Данилом Галицьким у 1237—1238 роках.
Частими були також напади на Полісся ятвягів та литовців. У 1251—1253 роках руський король Данило Галицький дарував половцям хана Тегака землі на Берестейщині, для захисту північної Волині від нападів ятвягів та литовців. Кочовики заснували там 40 поселень й зберігали свою ідентичність до початку XVI століття.

### ПеріодВеликого князівства Литовського(1316-1569)
Взимку 1316 року литовська армія на чолі з Гедимином пішла походом на Галицько-Волинське князівство, який закінчився приєднанням частини Берестейської землі до складу Великого князівства Литовського. Точна дата остаточного приєднання території села до Литви невідома й у різних дослідників різниться.
Ймовірно з 1320-х років територія села входила до складу Троцького, а з 1513—1520 років — до Підляського воєводства Великого князівства Литовського.
У 1404—1519 роках у складі Великого князівства Литовського існувало удільне Кобринське князівство, яке належало князям Кобринським, потомкам князя Ольгерда.
1566 року східна частина Берестейської землі з містами Берестям, Кобринем, Кам'янцем і Пінським повітом увійшла до новоствореного Берестейського воєводства.

### Період Речі Посполитої (1569-1795)
За Люблінською унією територія де розташоване село перейшла до Волинського воєводства.
У 1595 році під час повстання Наливайка в околицях Пінська двічі побувала козацька армія. У вересні 1648 року після появи невеликого козацького загону почалося повстання в Бересті, внаслідок якого було повалено шляхту та заявлено про приєднання до української козацької держави. У жовтні 1648 року повстало населення Пінська, Турова, Янова, Кобрина. Повстання було придушене лише в січні 1649 року польським військом на чолі з гетьманом литовським Радзивіллом. Згодом полковник Війська Запорізького Думинський організовував у Берестейщині (за вказівкою Хмельницького) підпільну повстанську мережу доки не був арештований влітку 1651 року та згодом страчений. У 1655—1659 роках до складу Гетьманщини входив Пінсько-Турівській козацький полк, центром якого було місто Давид-Городок у Пінському повіті. 1657 року пінська шляхта, очолювана Лукашем Єльським, проголосила про своє входження до Гетьманщини. За договором від 16 жовтня 1657 року між Богданом Хмельницьким та шведським королем Карлом X Берестейське воєводство повинно було цілком увійти до складу козацької держави. У 1658—1660 роках на Поліссі діяв козацький загін полковника Василевича, дещо згодом болотними літниками проходив загін Кургана. У 1664—1666 роках на Поліссі діяв повстанський селянсько-козацький загін полковника Василевича.

### Період окупації Російською імперією (1795-1917)

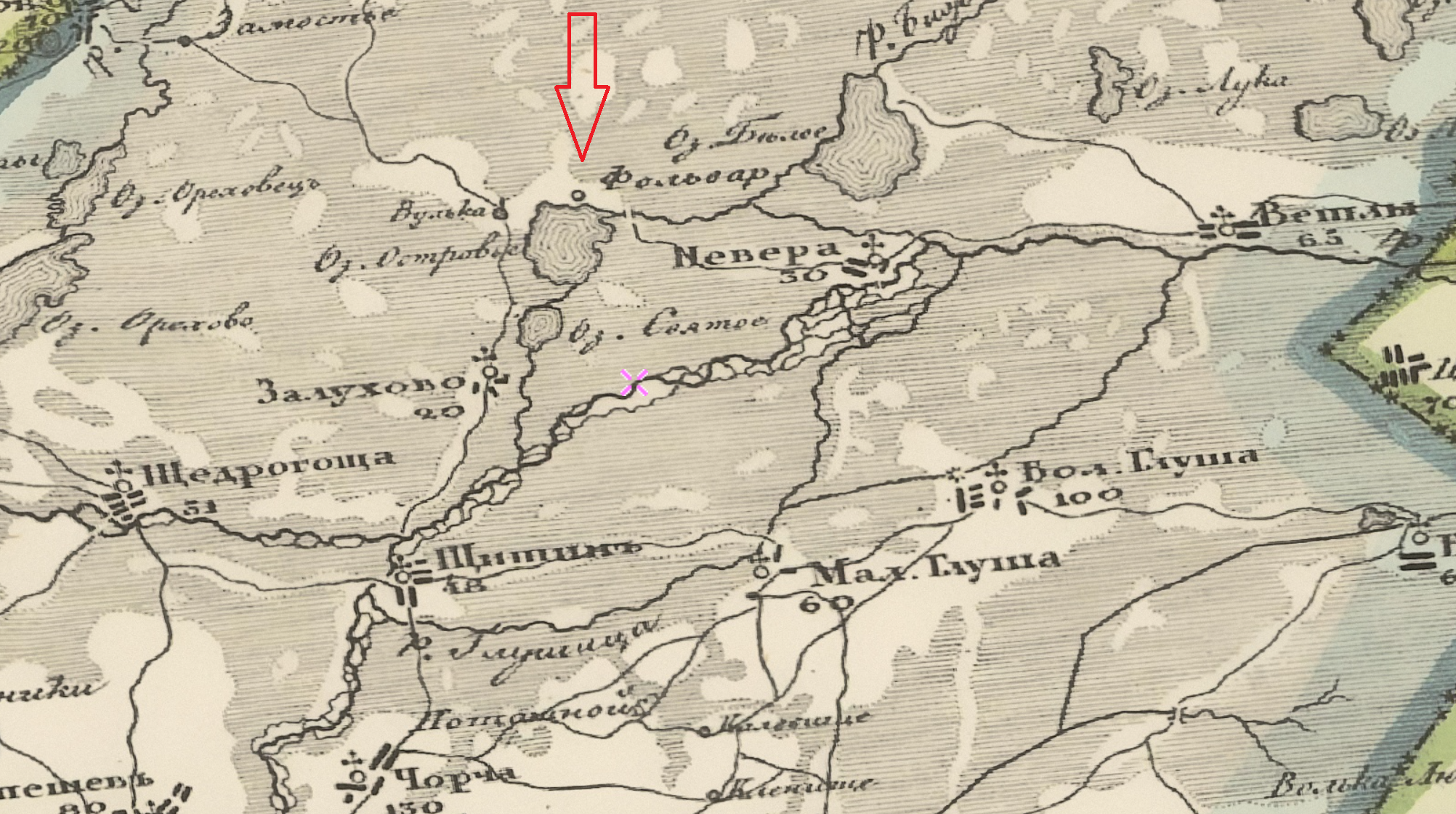
Вулька Щитинська на спец. карті Шуберта 1832 року
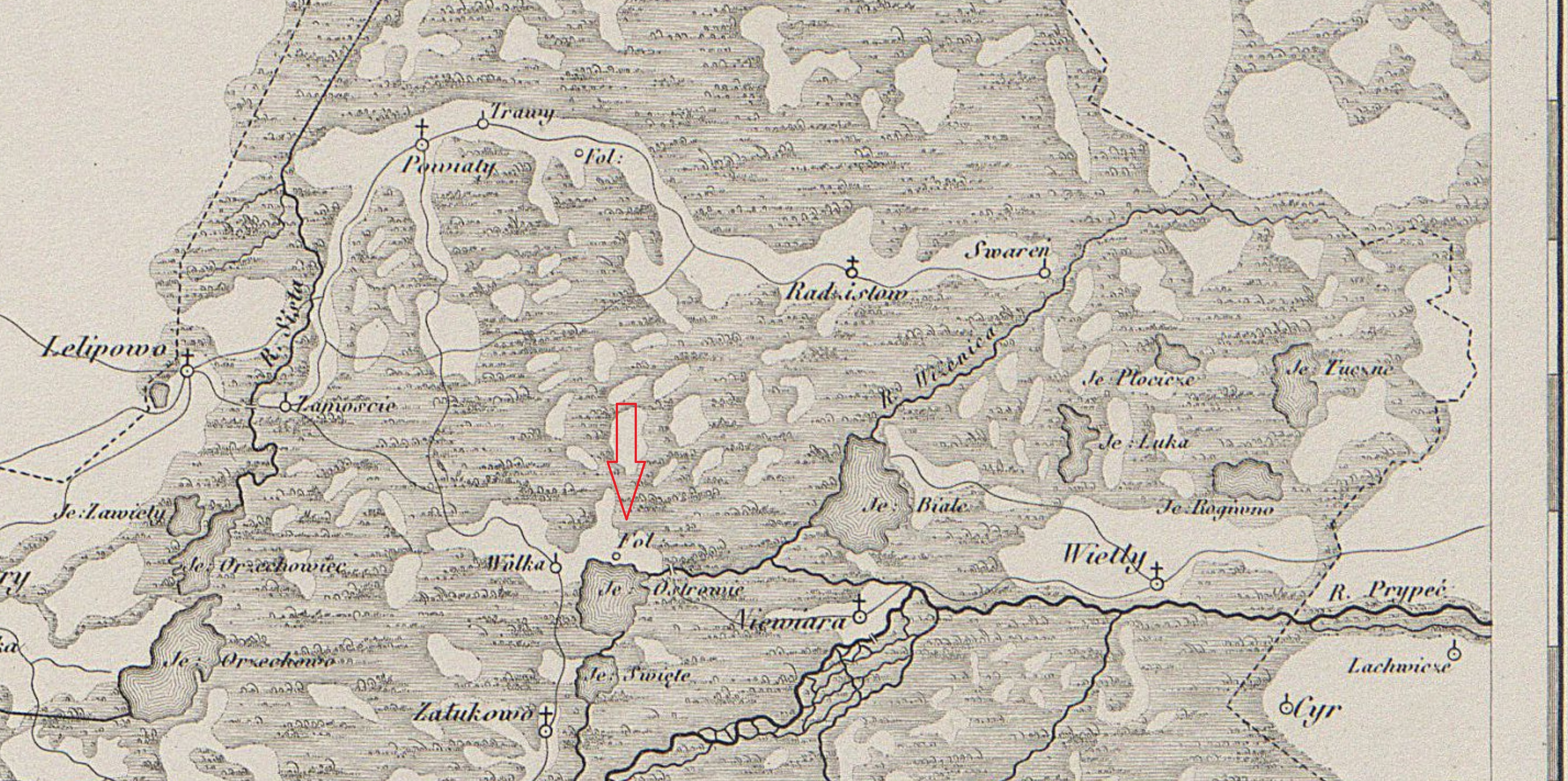
Вулька Щитинська на польській карті 1840-1859
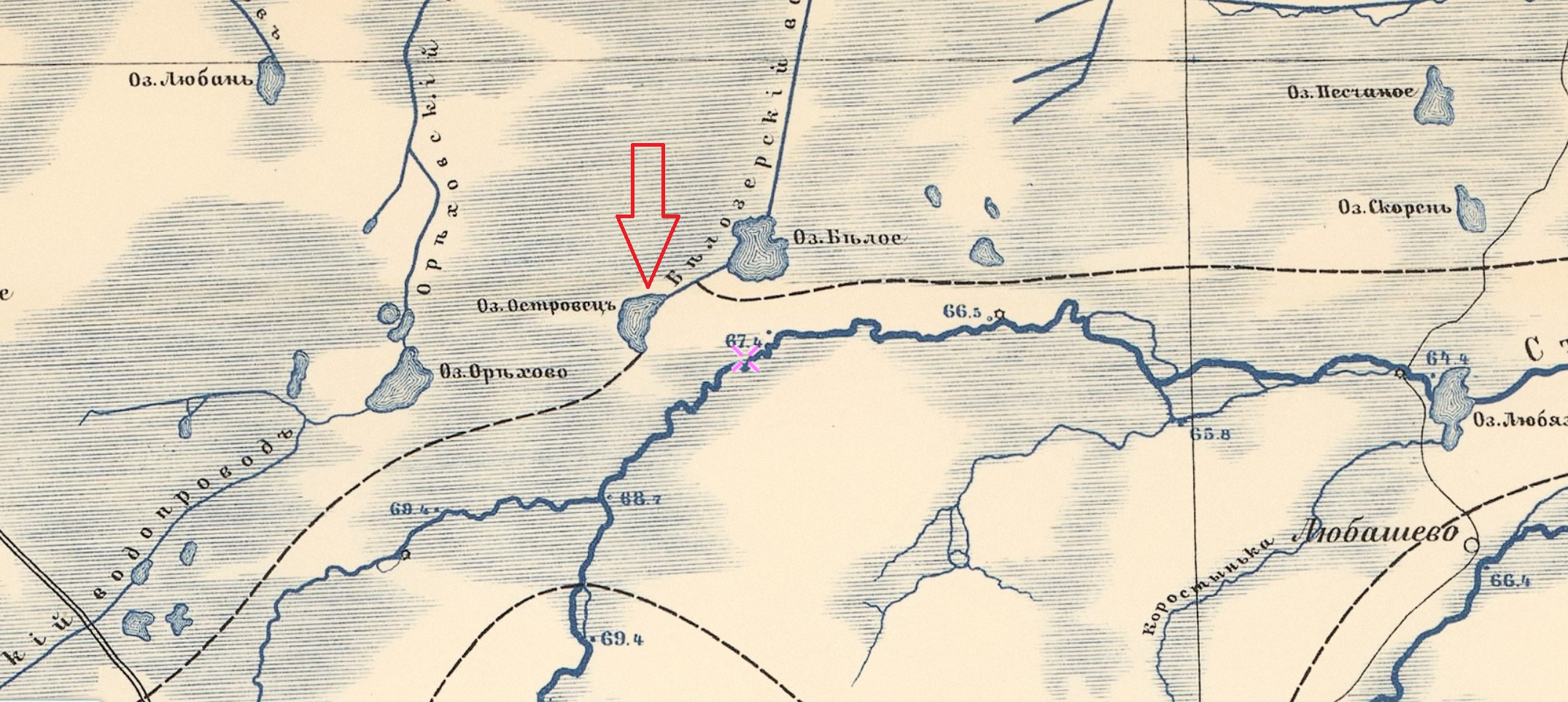
Вулька Щитинська на гідрографічній карті Полісся 1898 року
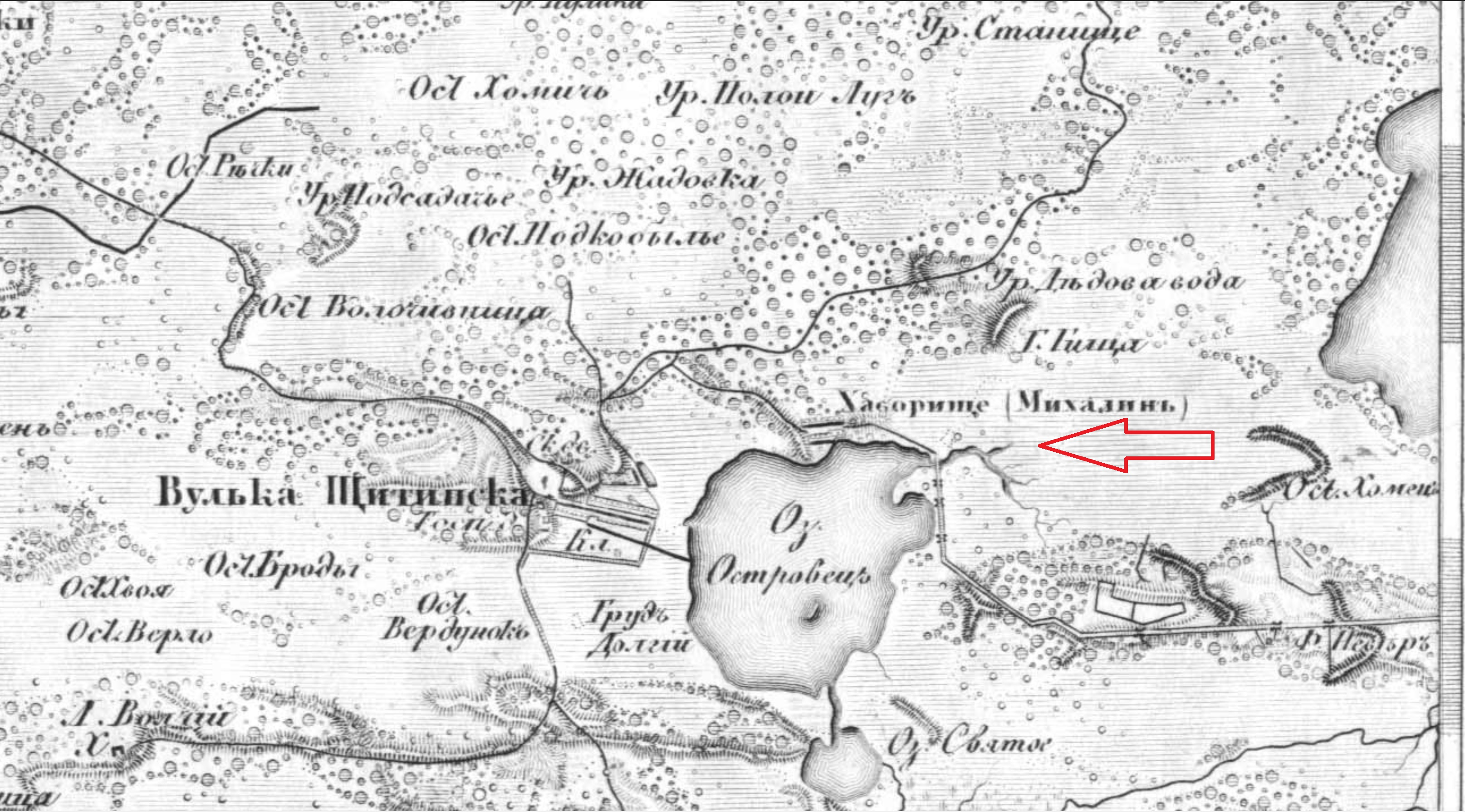
Вулька Щитинська на карті трьохверстівці XIX століття
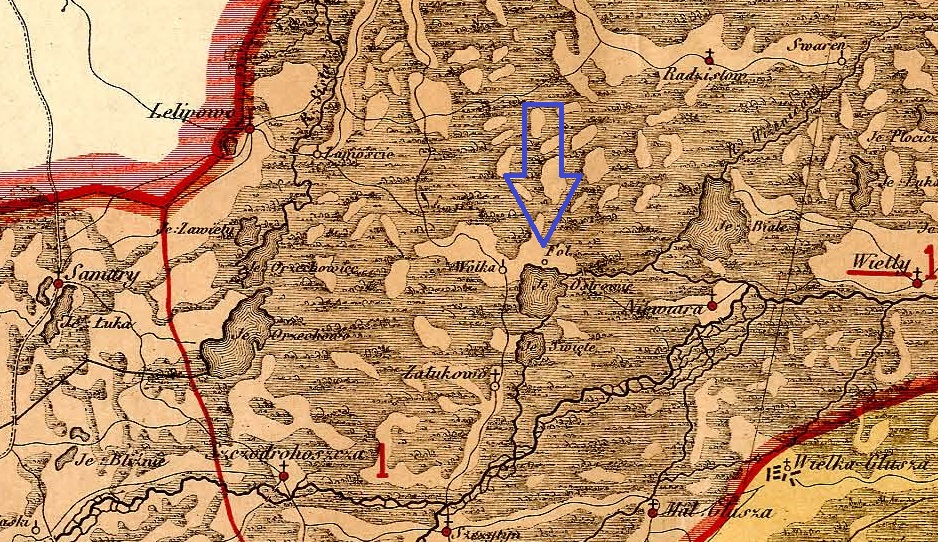
Вулька Щитинська, 1899 рік
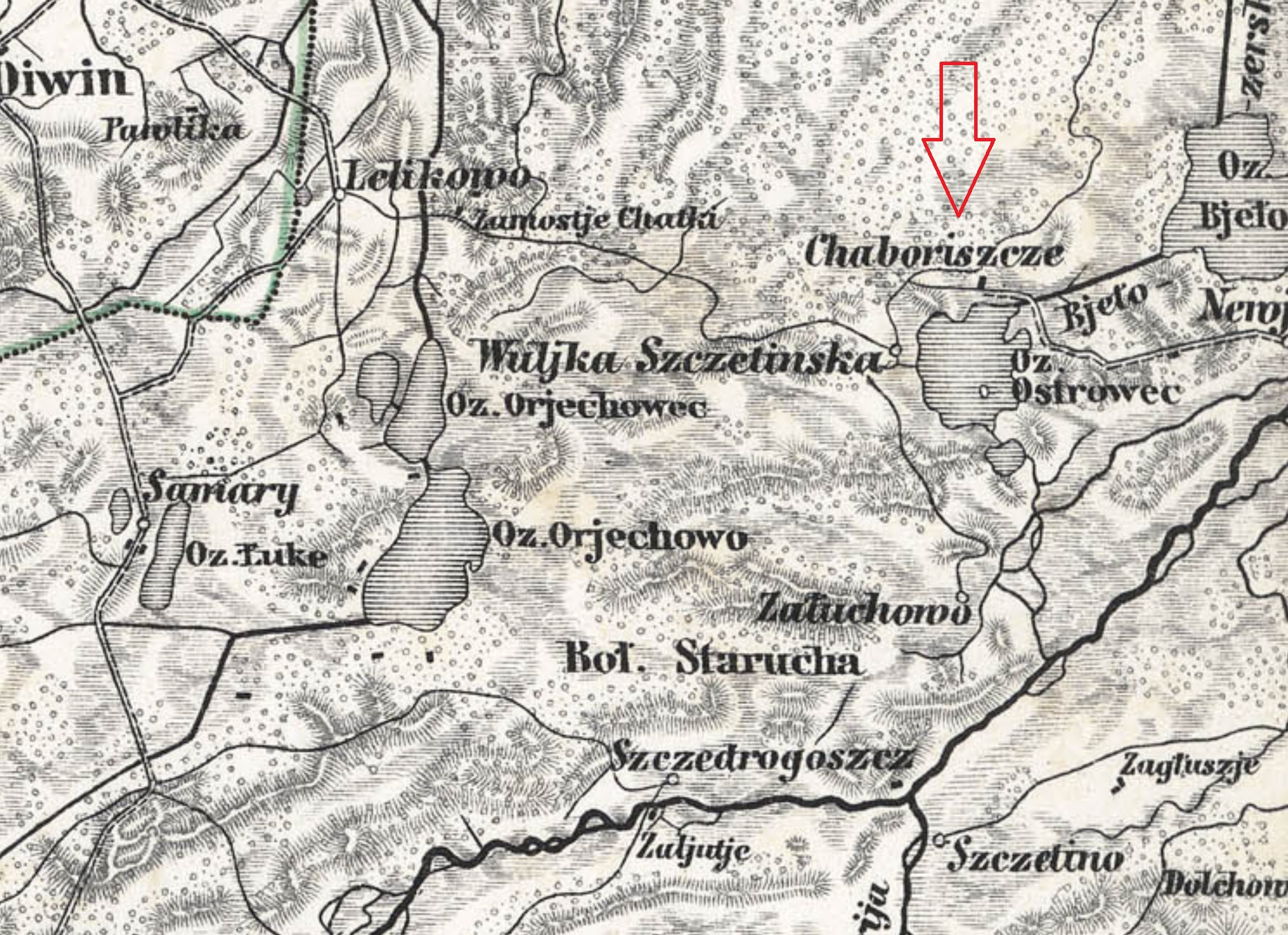
Вулька Щитинська на австрійській карті
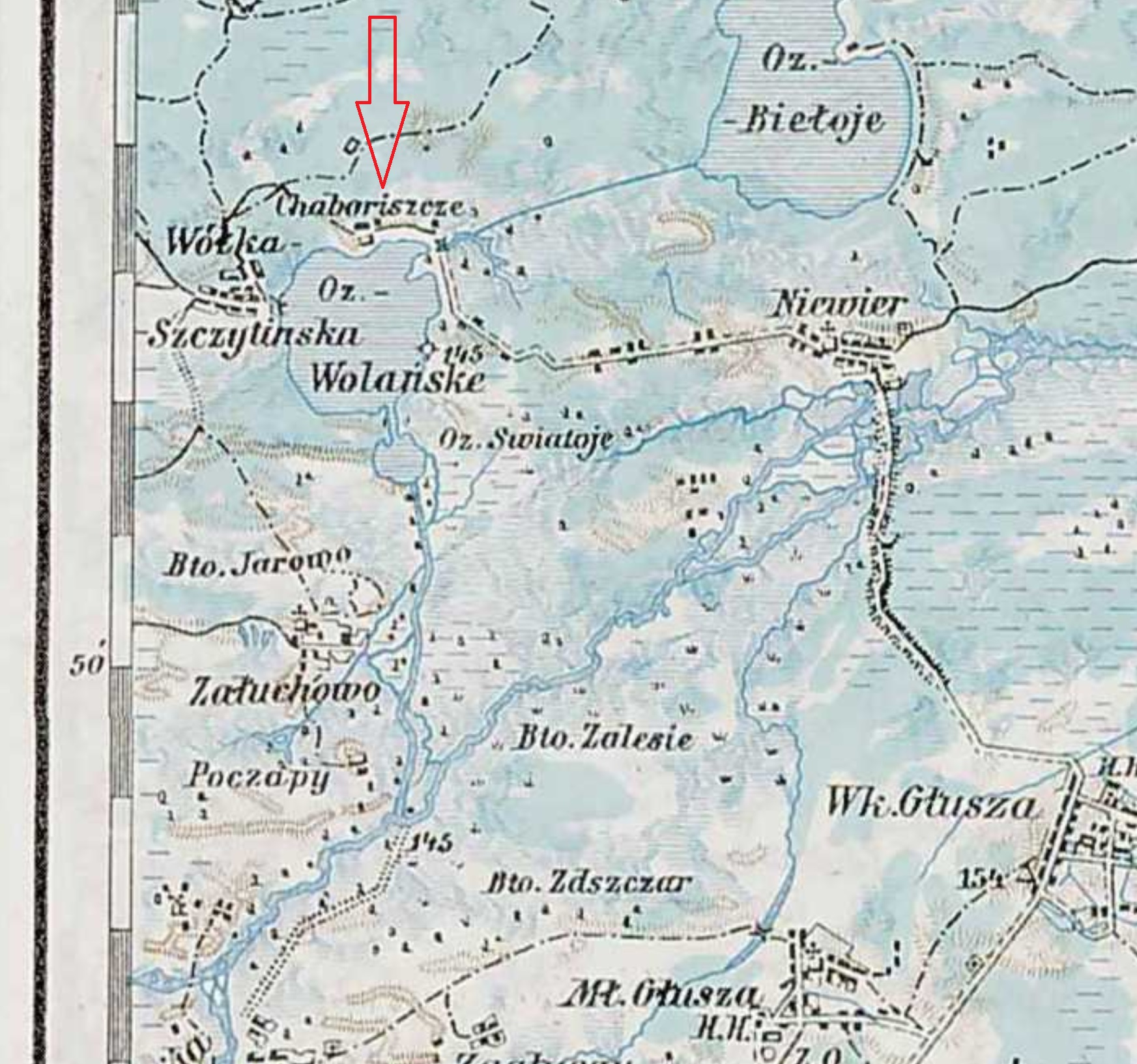
Вулька Щитинська на карті 1910 року
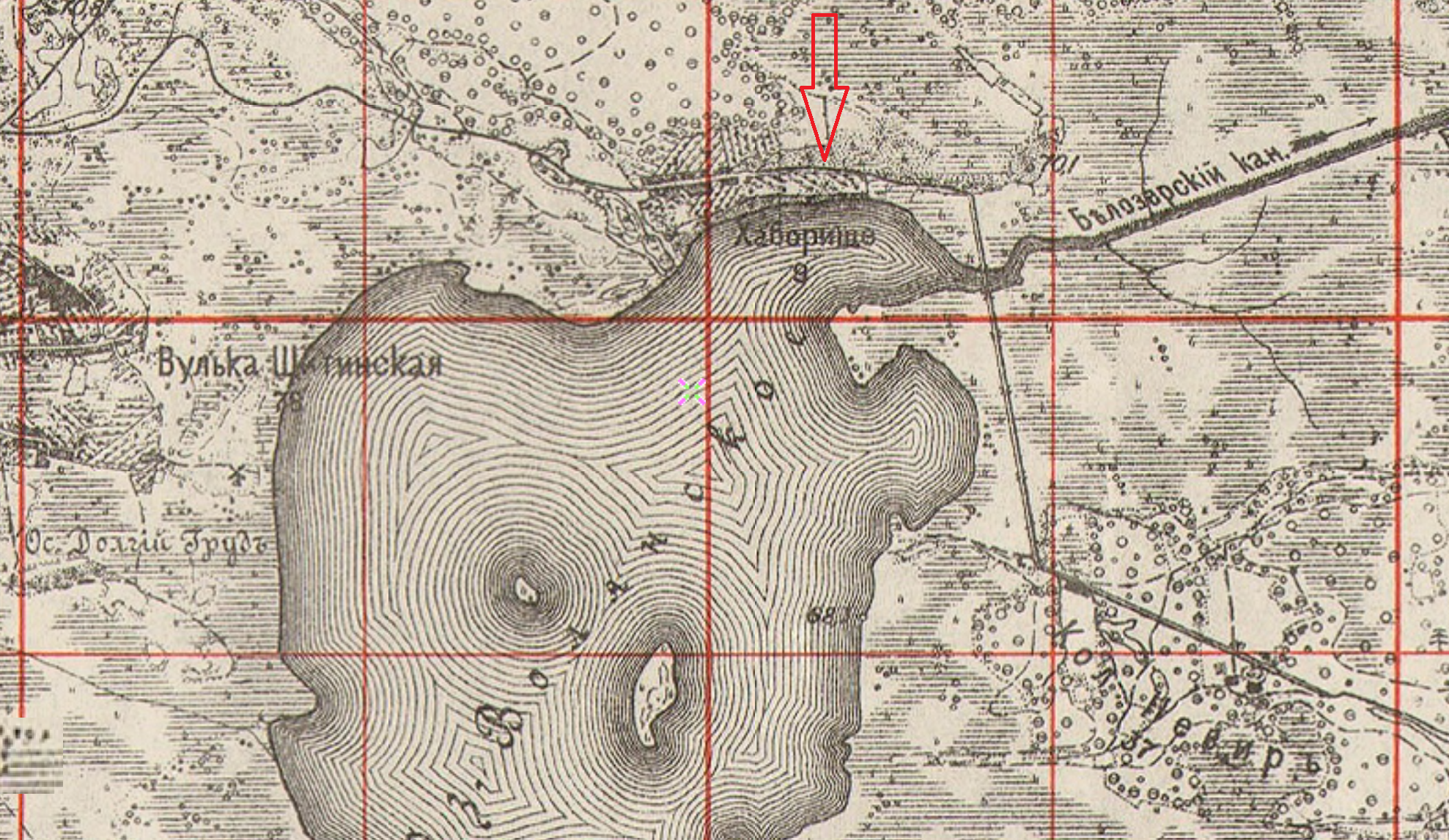
Вулька Щитинська на одноверстівці Білорусії 1910 року
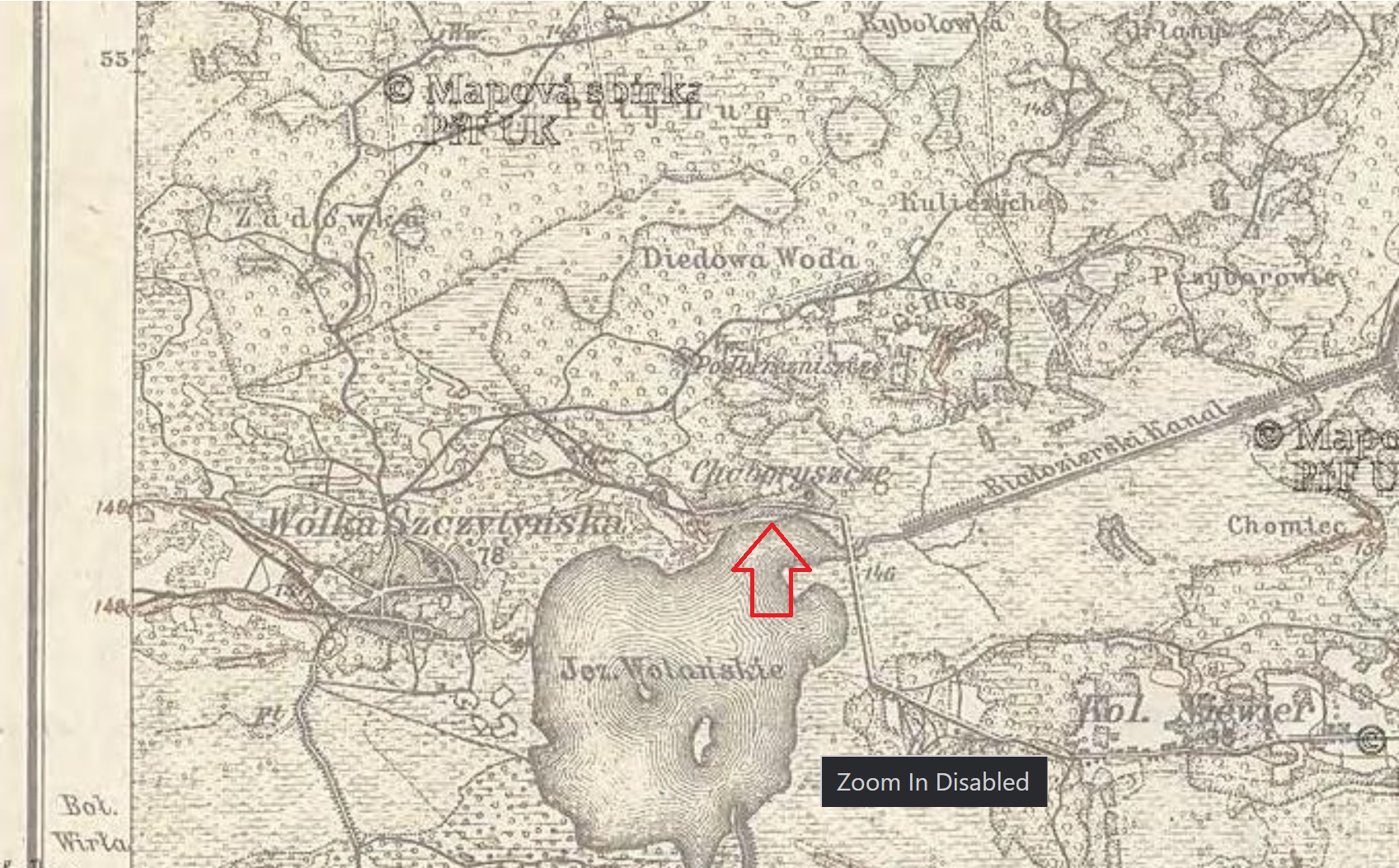
Вулька Щитинська на карті 1905-1915 років
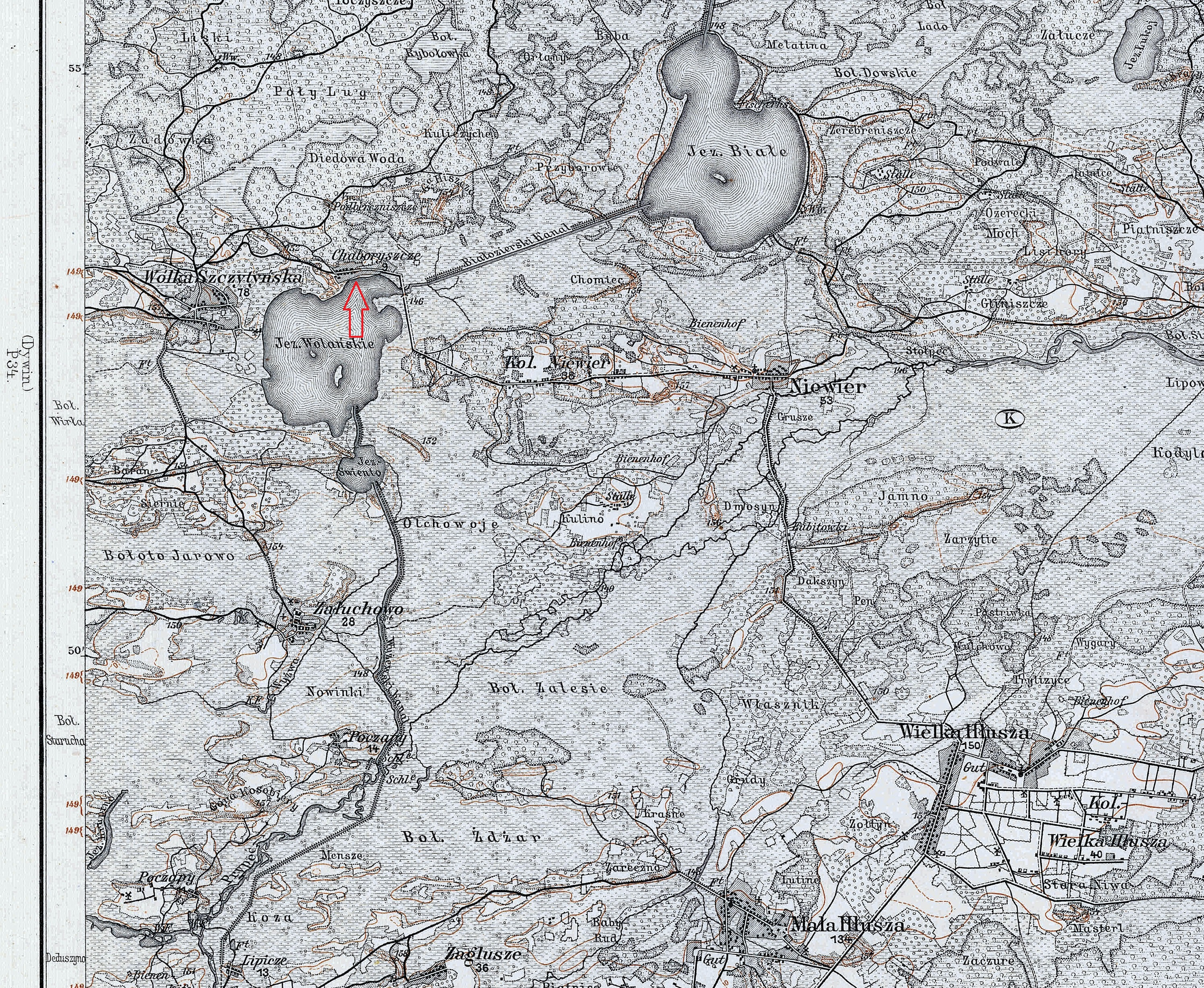
Вулька Щитинська на німецькій карті перед I Світов. війною
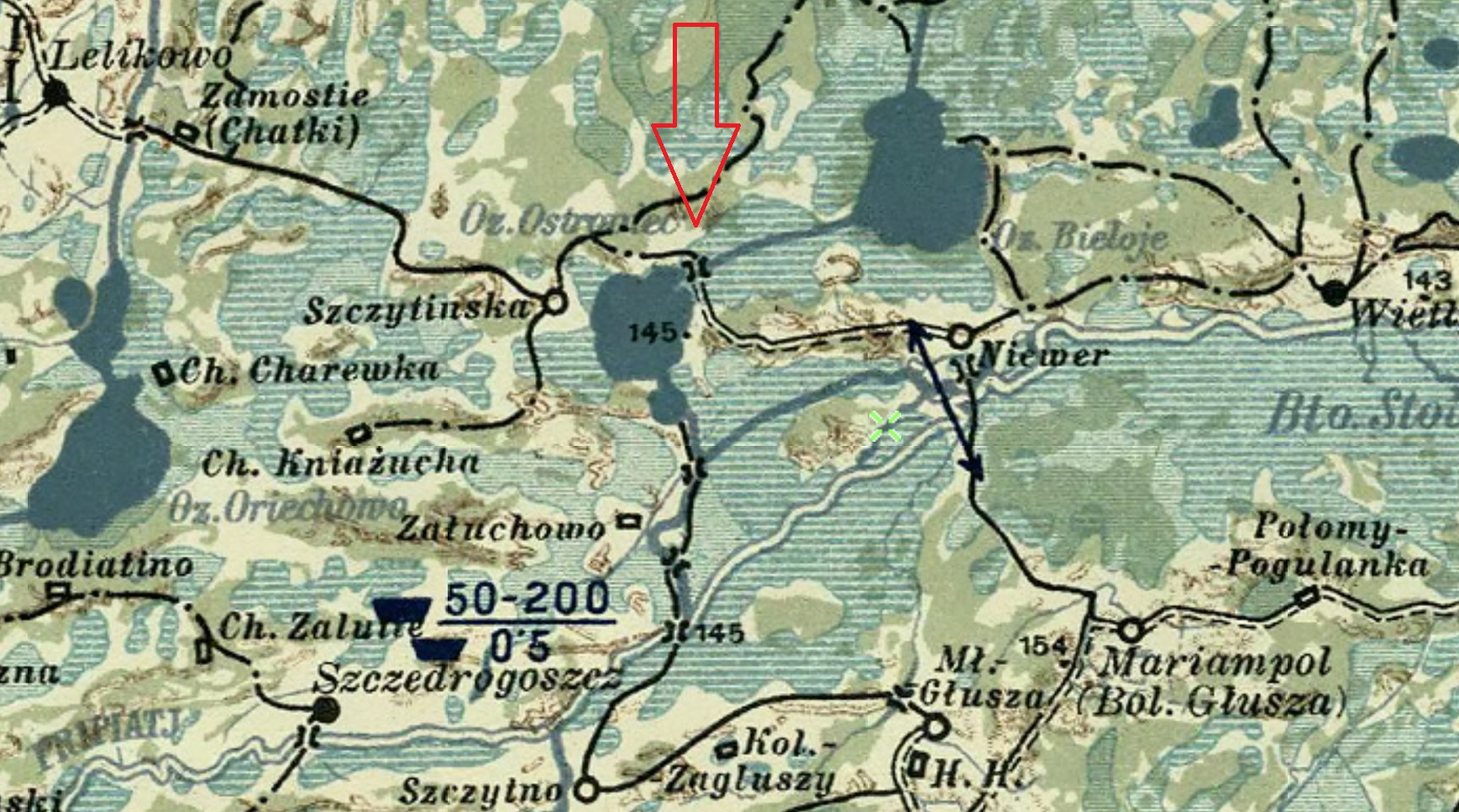
Вулька Щитинська на австрійській операційній карті 1914 року

Після другого поділу Польщі село відійшло до складу Російської імперії.

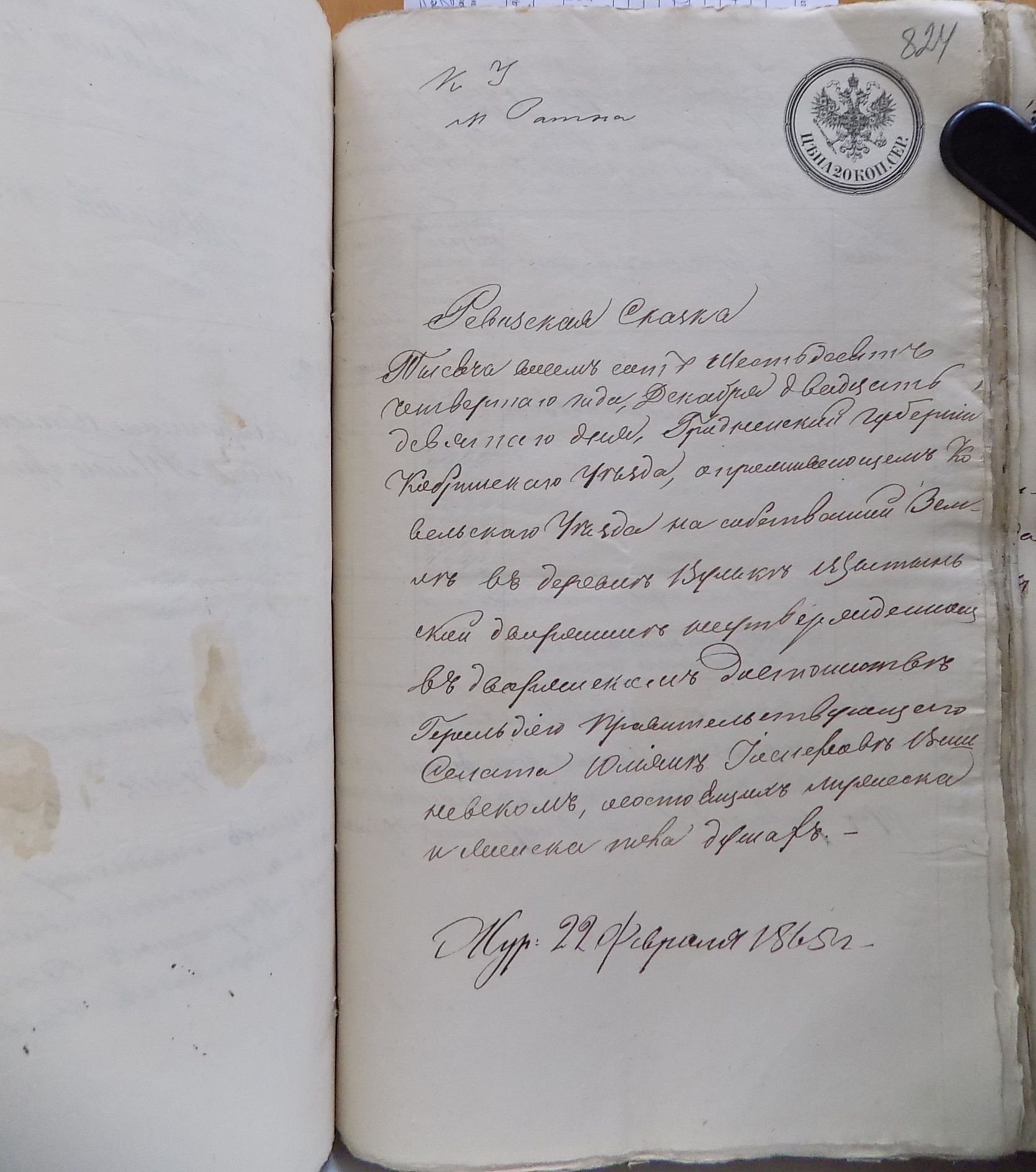
Ревізька казка села Воля Щитинська, 1864 рік

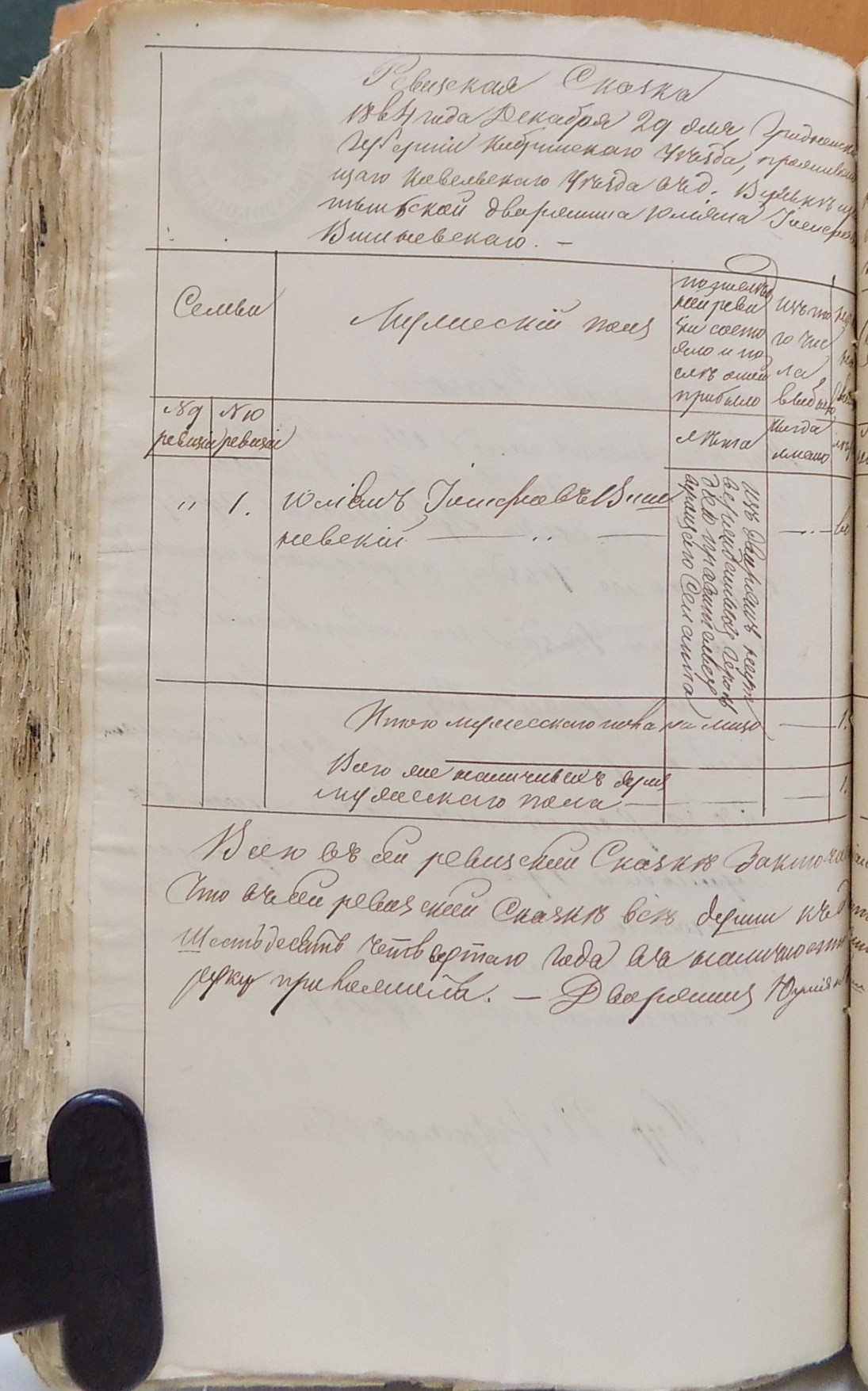
Ревізька казка села Воля Щитинська, 1864 рік (чоловіки)

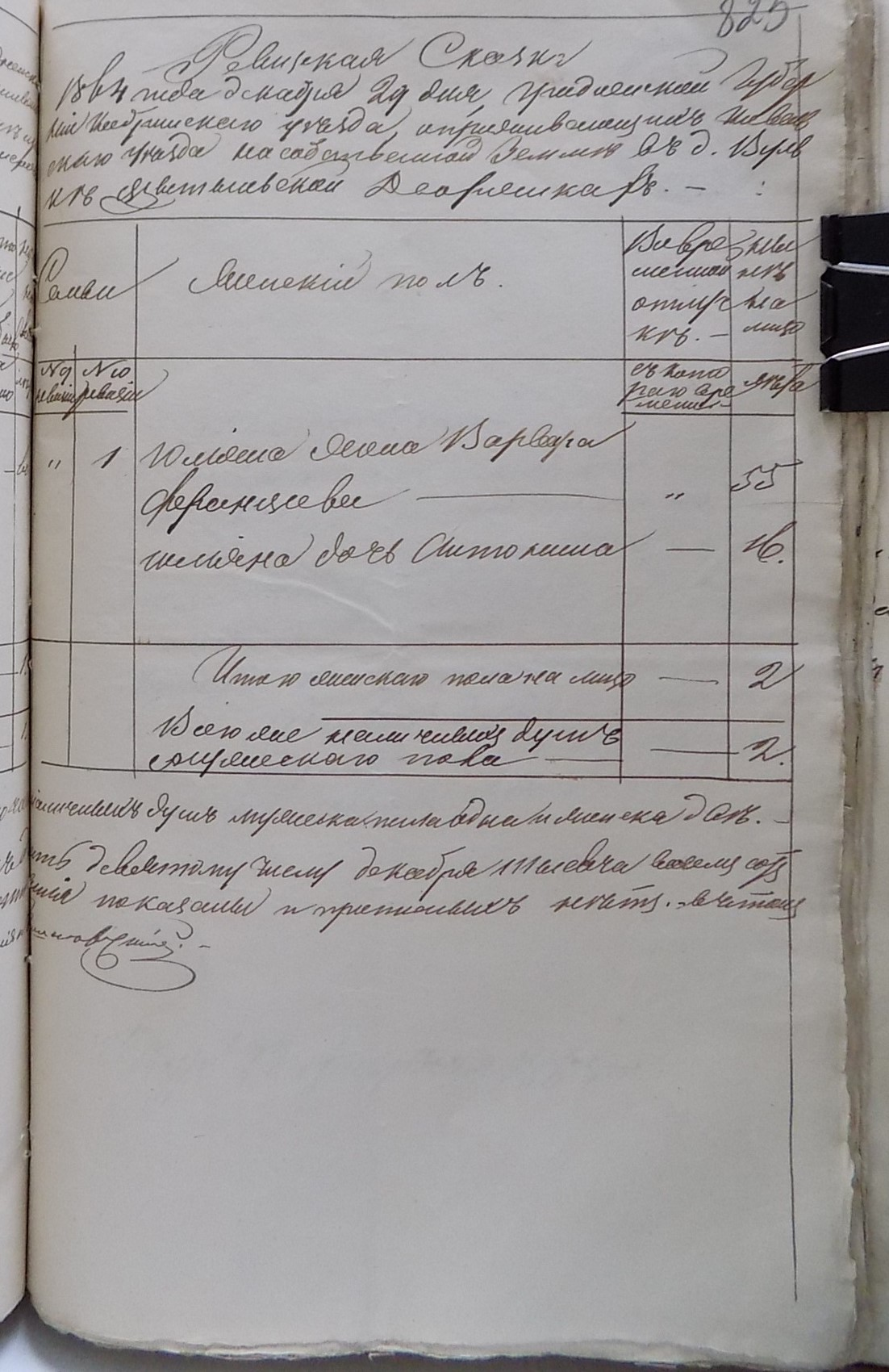
Ревізька казка села Воля Щитинська, 1864 рік (жінки)

Станом на 1864 рік село належало дворянину Юліану Вишневському (народжений біля 1804 року) який тут мешкав разом з дружиною Юліанною Ференцівною (народжена біля 1809 року) та донькою Антоніною (народжена біля 1848 року) згідно даних Ревізької казки.
З 1795 року село входило до Великоглушанської волості Ковельського повіту Волинської губернії Російської імперії з центром в Великій Глуші.
У 1906 році село Вулька Щитинська Леликівської волості Ковельського повіту Волинської губернії. Відстань від повітового міста 70 верст, від волості 14. Дворів 81, мешканців 505.
У 1915—1918 роках Полісся і Волинь по лінії Барановичі — Пінськ — Камінь-Каширський зайняли німецькі війська, чимало мирного населення евакуювалося на схід, у далеку глибину Російської імперії.

### ПеріодУкраїнської Народної РеспублікитаГетьманату(1918-1920)
З 6 березня 1918 року село входило до складу землі Волинь або землі Підляшшя Української Народної Республіки.
З 29 квітня 1918 року Скоропадським змінено адміністративний поділ та відновлено Волинську губернію в складі Української держави. Губернським комісаром Генерального секретаріату призначено — В'язлова Андрія Григоровича.

### Період Польської республіки (1920-1939)
Гміна Леликів з селом 12 грудня 1920 р. (разом з гмінами Хотешів, Велика Глуша, Сошично, Боровно і Камінь Каширськ ввійшли до складу новоствореного Каширський повіту (утворений  з частини Ковельського повіту). Адміністративним центром було містечко Камінь-Каширський. 19 лютого 1921 р. Каширський повіт увійшов до складу новоутвореного Поліського воєводства.
За Ризьким миром 18 березня 1921 року село остаточно закріплено в складі Польщі.
15 грудня 1926 р. ґміну Леликів з селом передано до Кобринського повіту.
Розпорядженням Ради Міністрів 19 березня 1928 р. села Почапи, Вілька Щитинська і Залухів вилучено з ґміни Леликів Кобринського повіту та включено до ґміни Велика Глуша Каширського повіту.

### Період радянської окупації (1939-1991)
У вересні 1939 року відповідно до пакту Молотова — Ріббентропа СРСР і Німеччина розділили між собою територію Польщі. Кордон між УРСР і БРСР прокладено за адміністративною межею між Волинським і Поліським воєводствами з частковим випрямленням шляхом приєднання до УРСР Камінь-Каширського повіту та окремих сіл Кобринського і Дорогичинського повітів. Проти цього рішення в Бересті, Кобрині та Пінську відбулися демонстрації жителів міст з проханням включити ці землі до складу УРСР.
27 листопада 1939 р. село включено до новоутвореної Волинської області. 17 січня 1940 р. Каширський повіт ліквідовано у зв'язку з розподілом його на Любешівський і Камінь-Каширський райони.
Під час німецької окупації в серпні 1941 року німецька влада включила село до генеральної округи Волинь новоствореного Райхскомісаріату Україна (Камінь-Каширський, Ковельський, Пінський, Кобринський гебіти).

### Період незалежності (1991 - сьогодні)
З радянських часів до адміністративної реформи 2020 року село входило до складу Залухівської сільської ради Ратнівського району Волинської області.
17 травня 2017 року село приєднано до складу Самарівської сільської територіальної громади Волинської області.

## Населення
Першими відомими переписами населення села було складення "Ревізьких казок" (зокрема у 1851, 1858 роках) згідно яких визначалось кількість "душ" населення. Принагідно слід сказати, що ці "душі" на місцях приписувались (з огляду на певні економічні преференції від цього), що і відображено по творі Миколи Гоголя "Мертві душі". 

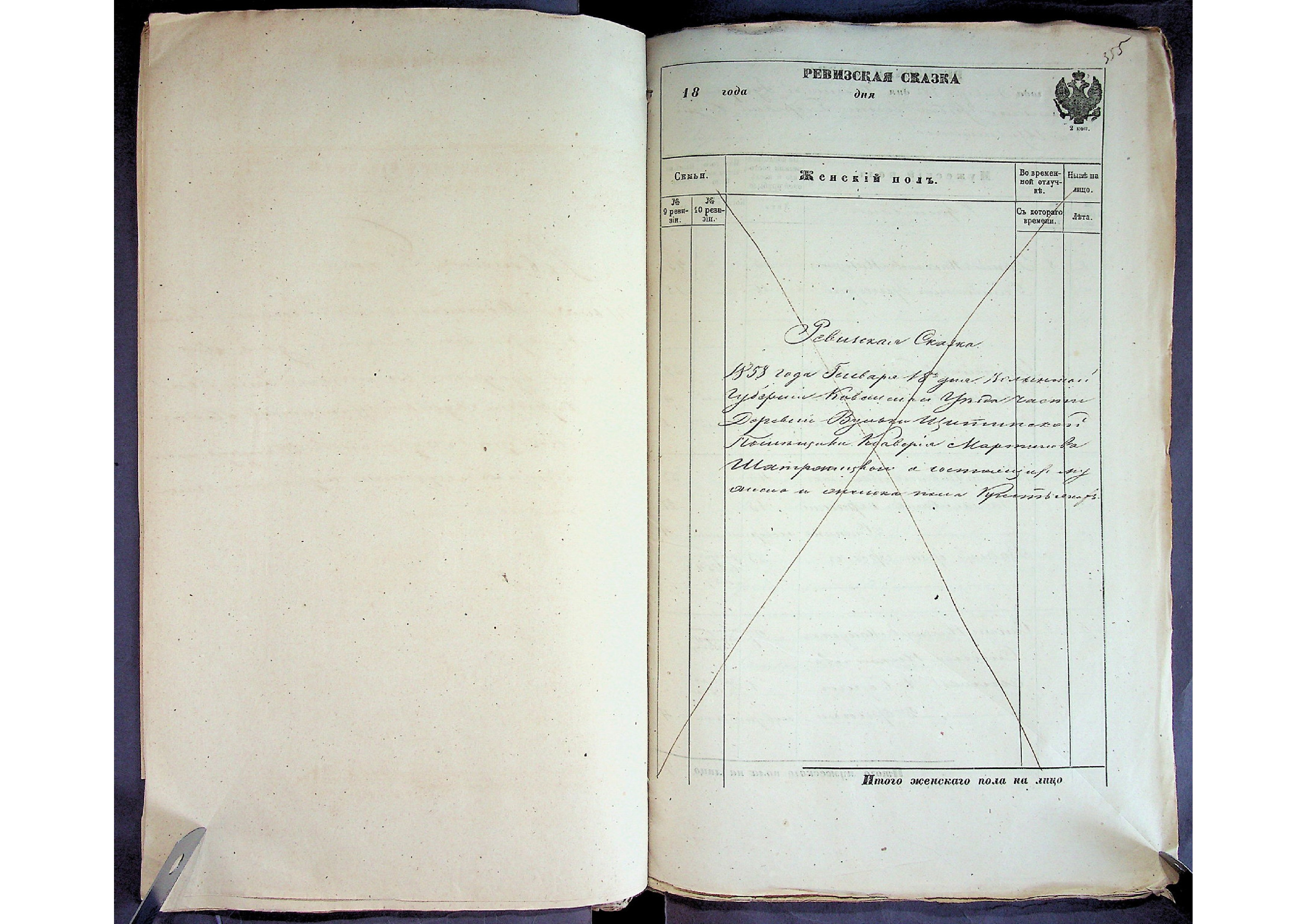
"Ревізькі казки" 1858 року (стор.2)
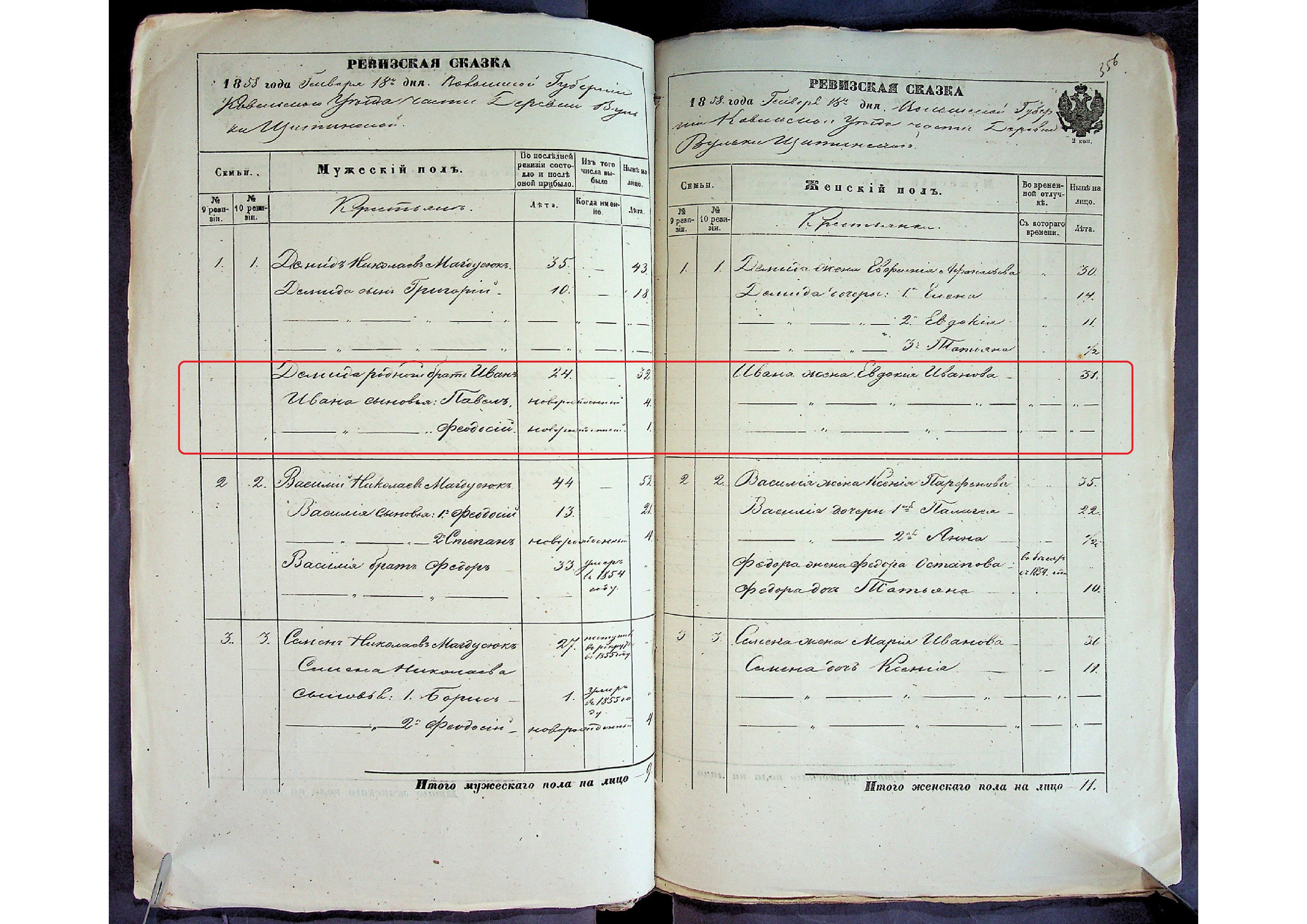
"Ревізькі казки" 1858 року (стор.3)

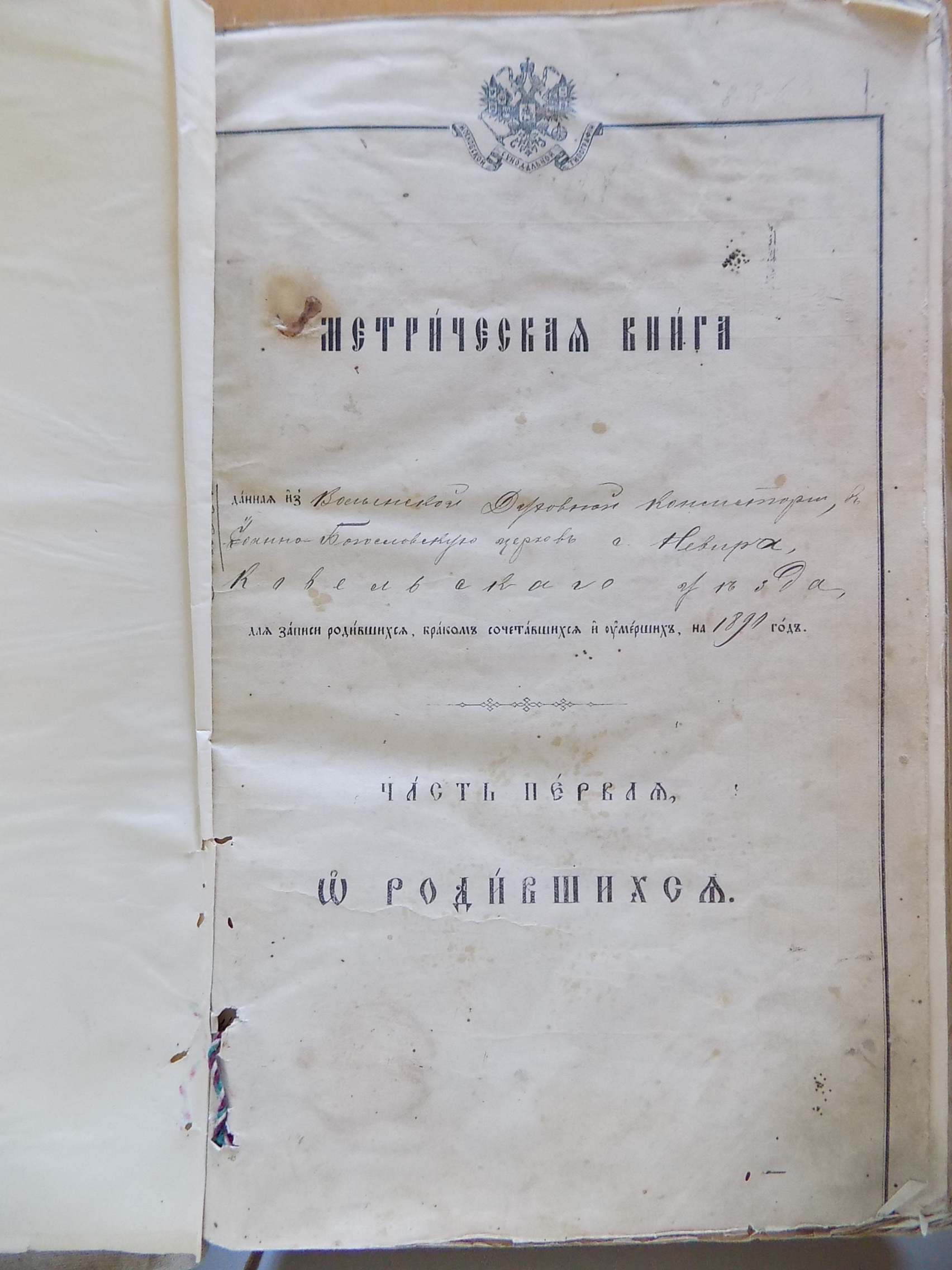
Метрична книга 1890 р. Щитинська Воля. ст.1

Реєстрація народжень, одружень та смертей православних мешканців села Вулька Щитинська в період з 1842 по 1914 роки здійснювалась шляхом внесенням запису в Метричну книгу церкви Святого Іоана Богослова села Невір Ковельського повіту Волинської губернії (місце зберігання: Державний архів Житомирської області, справа 11 опису 86 фонду 1, справа 45 опису 86 фонду 1).
Згідно з переписом УРСР 1989 року чисельність наявного населення села становила 493 особи, з яких 234 чоловіки та 259 жінок.
За переписом населення України 2001 року в селі мешкало 367 осіб.

### Мова
Розподіл населення за рідною мовою за даними перепису 2001 року:
| Мова       | Відсоток |
| ---------- | -------- |
| українська | 99,73 %  |
| білоруська | 0,27 %   |